# 2019 w polityce
Treść tego artykułu od 2020-07 należy opracować w taki sposób, aby nie uwypuklała nadmiernie polskiej specyfiki / aby nie zawężała się tylko do polskich warunków
 Po wyeliminowaniu niedoskonałości należy usunąć szablon {{Dopracować}} z tego artykułu.
Wydarzenia polityczne w 2019 roku.

## Styczeń
- 1 stycznia:
  - w skład niestałych członków Rady Bezpieczeństwa ONZ weszły: Belgia, Dominikana, Gwinea Równikowa, Indonezja, Kuwejt, Niemcy, Peru, Polska, Południowa Afryka, Wybrzeże Kości Słoniowej[1];
  - weszła w życie ustawa z dnia 21 listopada 2018 roku o zmianie ustawy o Sądzie Najwyższym, która uznaje kadencję Małgorzaty Gersdorf jako Pierwszej Prezes Sądu Najwyższego za nieprzerwaną. Ustawa przywróciła także sędziów Sądu Najwyższego, których ustawa z 8 grudnia 2017 roku traktowała jak sędziów w stanie spoczynku, za sędziów w stanie czynnym[2];
  - Rumunia objęła prezydencję w Radzie Unii Europejskiej[3];
  - Ueli Maurer objął urząd prezydenta Szwajcarii[4].
- 3 stycznia – rozpoczęła się pierwsza powyborcza sesja 116. kongresu Stanów Zjednoczonych. Nową przewodniczącą Izby Reprezentantów Stanów Zjednoczonych została Nancy Pelosi[5].
- 4 stycznia – w Internecie zostały ujawnione prywatne dane dotyczące setek niemieckich polityków z wszystkich partii reprezentowanych w Bundestagu oprócz Alternatywy dla Niemiec[6].
- 5 stycznia – w katedrze św. Jerzego patriarcha Konstantynopola Bartłomiej podpisał tomos stwierdzający autokefalię Kościoła Prawosławnego Ukrainy. Przed aktem podpisania odbyła się msza celebrowana przez Epifaniusza, w obecności prezydenta Ukrainy Petra Poroszenki, przewodniczącego parlamentu Andrijem Parubijem i byłego prezydenta Wiktora Juszczenki[7].
- 6 stycznia – abdykował Muhammad V Faris Petra, król Malezji[8].
- 7 stycznia – zmarł Mosze Arens, izraelski naukowiec, polityk i dyplomata, były minister spraw zagranicznych i minister obrony[9].
- 10 stycznia – Nicolás Maduro został zaprzysiężony na drugą kadencję prezydenta Wenezueli. Uroczystość została zbojkotowana przez Stany Zjednoczone i Unię Europejską[10].
- 13 stycznia – podczas XXVII finału Wielkiej Orkiestry Świątecznej Pomocy w Gdańsku prezydent Gdańska Paweł Adamowicz został zaatakowany przez nożownika[11].
- 14 stycznia – w wyniku ciężkich obrażeń zmarł prezydent Gdańska Paweł Adamowicz[11].
- 15 stycznia – Izba Gmin odrzucił porozumienie w sprawie Brexitu, zawarte przez rząd Theresy May z Unią Europejską[12].
- 23 stycznia:
  - nowym premierem Łotwy został Arturs Krišjānis Kariņš[13];
  - Juan Guaidó ogłosił się tymczasowym prezydentem Wenezueli[14].
- 24 stycznia – Félix Tshisekedi objął urząd prezydenta Demokratycznej Republiki Konga[15].
- 29 stycznia – w „Gazecie Wyborczej” opublikowano stenogram nagrania rozmowy Jarosława Kaczyńskiego z austriackim biznesmenem Geraldem Birgfellnerem. Rozmowa dotyczyła planów budowy w Warszawie dwóch wieżowców przez powiązaną ze środowiskiem Kaczyńskiego spółkę Srebrna[16][17].
- 31 stycznia – Juan Guaidó został uznały przez Parlament Europejski za tymczasowego prezydenta Wenezueli[18].

## Luty
- 3 lutego:
  - w Warszawie odbyła się konwencja założycielska partii Wiosna Roberta Biedronia[19];
  - wybory prezydenckie w Salwadorze wygrał Nayib Bukele[20].
- 7 lutego – zmarł Jan Olszewski, polski adwokat, działacz opozycji antykomunistycznej, premier Rzeczypospolitej Polskiej w latach 1991–1992[21].
- 11 lutego – zmarł Sibghatullah Modżaddedi, prezydent Afganistanu[22].
- 12 lutego – Robert Gwiazdowski ogłosił powstanie ruchu Polska Fair Play[23].
- 13–14 lutego – w Warszawie odbył się konferencja bliskowschodnia poświęcona Iranowi[24].
- 17 lutego – protesty na Haiti. Głównym postulatem protestujących była dymisja prezydenta Jovenela Moïse[25].
- 23 lutego – w wyborach prezydenckich w Nigerii Muhammadu Buhari został wybrany na drugą kadencję[26].
- 24 lutego:
  - wybory parlamentarne w Mołdawii wygrała partia Partia Socjalistów Republiki Mołdawii[27].
  - wybory prezydenckie w Senegalu zwyciężył Macky Sall[28].

## Marzec
- 3 marca – odbyły się przedterminowe wybory prezydenta Gdańska, które wygrała pełniąca obowiązki prezydenta Aleksandra Dulkiewicz, zdobywając 82,22% głosów[29].
- 6 marca – będąca w fazie rejestracji partia posła Marka Jakubiaka „Federacja dla Rzeczypospolitej” dołączyła do koalicji Konfederacja KORWiN Braun Liroy Narodowcy[30].
- 19 marca – prezydent Kazachstanu Nursułtan Nazarbajew ogłosił w orędziu telewizyjnym rezygnację ze sprawowania urzędu prezydenta po 28 latach władzy[31][32].
- 31 marca – odbyła się pierwsza tura wyborów prezydenckich na Ukrainie. Do drugiej tury przeszli Wołodymyr Zełenski oraz ubiegający się o reelekcję Petro Poroszenko[33].

## Kwiecień
- 2 kwietnia – w wyniku masowych protestów Abd al-Aziz Buteflika rezygnuje ze sprawowania urzędu prezydenta Algierii[34].
- 8 kwietnia – w polskich szkołach rozpoczął się strajk nauczycieli[35].
- 9 kwietnia – w Izraelu odbyły się wybory parlamentarne do Knesetu XXI kadencji, które wygrała partia Likud obecnego premiera Binjamina Netanjahu[36].
- 11 kwietnia – Siły Zbrojne Sudanu pod dowództwem gen. Ahmada Awada ibn Aufa przeprowadziły udany zamach stanu, wskutek którego doszło do rozwiązania rządu i parlamentu oraz odsunięcia od władzy prezydenta Umara al-Baszira. Wprowadzony został również trzymiesięczny stan wyjątkowy oraz doszło do zawieszenia obowiązywania konstytucji[37].
- 17 kwietnia – wybory parlamentarne oraz prezydenckie w Indonezji[38].
- 18 kwietnia – w związku z masakrą 160 przedstawicieli ludu Peulh premier Mali Soumeylou Boubèye Maïga złożył na ręce prezydenta Ibrahima Boubacara Keïty dymisję, która została przezeń przyjęta[39].
- 21 kwietnia – w drugiej turze wyborów prezydenckich na Ukrainie wygrał Wołodymyr Zełenski, zdobywając 73,19% głosów[40].
- 28 kwietnia – przedterminowe wybory parlamentarne w Hiszpanii[41].

## Maj
- 1 maja – po abdykacji Akihito, jego syn Naruhito został nowym cesarzem Japonii.
- 12 maja – pierwsza tura wyborów prezydenckich na Litwie[42].
- 26 maja – PiS zdobyło najwięcej głosów w Wyborach do Parlamentu Europejskiego w Polsce w 2019 roku, drugie miejsce zajęła proeuropejska[43] Koalicja Europejska, a trzecie socjaldemokratyczna[44] Wiosna, inne bloki wyborcze nie przekroczyły progu 5%[45].
  - W Wyborach Parlamentarnych w Belgii w 2019 roku zwyciężył konserwatywny Nowy Sojusz Flamandzki[46].
  - W drugiej turze wyborów prezydenckich na Litwie Gitanas Nausėda pokonał Ingridę Šimonytė[47].

## Czerwiec
- 2 czerwca – niemiecki polityk CDU Walter Lübcke został zamordowany[48].
- 4 czerwca – Robert Gwiazdowski poinformował o zakończeniu działalności ruchu Polska Fair Play[49].
- 5 czerwca – w Wyborach Parlamentarnych w Danii zwyciężyła Duńska Partia Socjaldemokratyczna, drugie miejsce zajęła liberalna partia Venstre[50].
- 6 czerwca – Ewa Kopacz została wybrana na wiceprzewodniczącą największej pod względem ilości miejsc w Europarlamencie Grupy Europejskiej Partii Ludowej[51][52][53][54].
- 22 czerwca – w Mauretanii odbyła się pierwsza tura wyborów prezydenckich, w których zwyciężył Muhammad wuld al-Ghazwani, zdobywając 52% głosów[55][56].
- 24 czerwca – Marek Jakubiak (Federacja dla Rzeczypospolitej) i Piotr Liroy-Marzec (Skuteczni), posłowie VIII kadencji sejmu, ogłosili odejście z Konfederacji KORWiN Braun Liroy Narodowcy[57].

## Lipiec
- 1 lipca – Finlandia objęła prezydencję w Radzie Unii Europejskiej.
- 2 lipca – Charles Michel został wybrany na stanowisko przewodniczącego Rady Europejskiej[58].
- 3 lipca – David Sassoli został przewodniczącym Parlamentu Europejskiego[59].
- 4 lipca – partia Teraz! została rozwiązana i wyrejestrowana z ewidencji partii politycznych[60].
- 7 lipca – odbyły się wybory parlamentarne w Grecji, w których wygrała z wynikiem 39,85% opozycyjna, centroprawicowa Nowa Demokracja. Frekwencja wyborcza wyniosła 57,92%[61].
- 16 lipca – Ursula von der Leyen została wybrana na stanowisko przewodniczącego Komisji Europejskiej[62][63].
- 24 lipca – 2 dni po wyborze na stanowisko lidera Partii Konserwatywnej, Boris Johnson objął urząd premiera Wielkiej Brytanii[64][65].
- 26 lipca – politycy i działacze Konfederacji poinformowali o zarejestrowaniu przez sąd koalicyjnej partii politycznej pod nazwą „Konfederacja Wolność i Niepodległość”[66].

## Sierpień
- 10 sierpnia – Richard Braine zostaje nowym liderem Partii Niepodległości Zjednoczonego Królestwa, zastępując ówczesnego lidera Gerarda Battena[67].
- 11 sierpnia – Alejandro Giammattei wygrywa drugą turę wyborów prezydenckich w Gwatemali[68].
- 24 sierpnia – rozpoczyna się szczyt grupy G7 we francuskim Biarritz[69][70].

## Wrzesień
- 8 września – Raul Chadżymba wygrywa wybory prezydenckie w Azebejdżanie[71].
- 24 września – wszczęcie śledztwa w sprawie impeachmentu prezydenta USA Donalda Trumpa.
- 30 września – zmarł Kornel Morawiecki, polski fizyk, działacz opozycji demokratycznej i antykomunistycznej w czasach PRL, założyciel i przewodniczący Solidarności Walczącej, polityk, marszałek senior Sejmu VIII kadencji[72][73].

## Październik
- 9 października – zmarł Jan Szyszko, polski leśnik, profesor, nauczyciel akademicki, polityk, minister ochrony środowiska, zasobów naturalnych i leśnictwa w latach 1997–1999 w rządzie Jerzego Buzka, minister środowiska w latach 2005–2007 w rządach Kazimierza Marcinkiewicza i Jarosława Kaczyńskiego, i w latach 2015–2018 w rządach Beaty Szydło i Mateusza Morawieckiego[74][75][76].
- 13 października – odbyły się wybory parlamentarne w Polsce[77][78]. Do Sejmu weszło 5 komitetów wyborczych. Zwycięski komitet wyborczy, PiS który zdobył 43,59% (235 mandatów), po raz drugi zdobył większość umożliwiającą sformowanie samodzielnego rządu, do Sejmu dostały się także: KO (27,4%), SLD (12,56%), PSL (8,55%) i KWiN (6,81%)[79][80].
- 21 października – odbyły się wybory parlamentarne w Kanadzie, w których wygrała Liberalna Partia Kanady, jednak znalazła się w rządzie mniejszościowym[81].
- 29 października – brytyjska Izba Gmin w związku z wielomiesięcznym patem wokół wyjścia Wielkiej Brytanii z Unii Europejskiej (brexitu) zdecydowała o przeprowadzeniu przedterminowych wyborów, których termin wyznaczyła na 12 grudnia 2019[82].

## Listopad
- 5 listopada – prezydent Polski Andrzej Duda wyznaczył na marszałka seniora Sejmu Antoniego Macierewicza, a na marszałka seniora senatu Barbarę Borys-Damięcką[83]. Oprócz tego wyznaczył datę pierwszego posiedzenia obu izb na 12 listopada.
- 10 listopada – kolejne przedterminowe wybory parlamentarne w Hiszpanii[84].
- 12 listopada – pierwsze posiedzenie Sejmu IX kadencji i Senatu X kadencji[85]:
  - Marszałka Sejmu wybrano Elżbietę Witek (PiS)[86], a na Marszałka Senatu – Tomasza Grodzkiego (KO)[87].
  - prezydent Andrzej Duda przyjął dymisję Rady Ministrów[88].
- 15 listopada – zaprzysiężenie drugiego rządu Mateusza Morawieckiego[89].
- 19 listopada – exposé Mateusza Morawieckiego w Sejmie, zaś rząd uzyskał wotum zaufania przy 237 głosach za i 214 głosach przeciw oraz 3 głosach wstrzymujących się[90].
- 24 listopada – podczas konwencji partii politycznej Nowoczesna Katarzyna Lubnauer złożyła rezygnację z funkcji przewodniczącej ugrupowania[91], a nowym przewodniczącym został wybrany Adam Szłapka, który pokonał Krzysztofa Mieszkowskiego stosunkiem głosów 66:41[92].

## Grudzień
- 10 grudnia – zaprzysiężenie rządu Sanny Marin[93].
- 11 grudnia – ogłoszono wyniki referendum potencjalnego państwa Wyspa Bougainville’a. 98 procent uczestników (udział w głosowaniu wzięło 187 067 osób) referendum opowiedziało się za niepodległością[94].
- 12 grudnia:
  - przedterminowe wybory do Izby Gmin w Wielkiej Brytanii[95], w których rządząca Partia Konserwatywna uzyskując 43,6% poparcia (365 mandatów) odzyskała samodzielną większość w Izbie Gmin po tym, jak ją straciła w 2017 roku[96].
  - pierwsza tura wyborów prezydenckich w Algierii, w których zwyciężył Abd al-Madżid Tabbun zdobywając 58,15% głosów[97].
- 14 grudnia – odbyły się obrady ciał statutowych SLD i Wiosny, po których poinformowano, że z połączenia obu ugrupowań powstanie partia Nowa Lewica[98].
- 21 grudnia – premierem Kuby został Manuel Marrero Cruz[99].